# Андріївський Дмитро Іоякимович
Дмитро Іоякимович Андріївський (1844—1900) — керуючий Південно-Західними залізницями (1880—1895).
Народився у дворянській родині. Закінчив Інститут корпусу шляхів сполучення. У 1864 направлений на розвідувальні роботи на ділянку від Києва до Крижополя. У 1866 році наказом Міністерства шляхів сполучення відряджений на будівництво Києво-Балтської залізниці. Після закінчення будівництва його призначили начальником третьої ділянки ремонту шляху цієї ж залізниці. За старанність, проявлену під час будівництва нагороджений орденом Святого Станіслава ІІІ ступеня.
У 1875 переведений керуючим Московсько-Брестською залізницею, за відмінну службу на якій нагороджений орденом Святої Ганни ІІІ ступеня. У 1878 році за розпорядництво і працю у період російсько-турецької війни нагороджений орденом Святого Станіслава ІІ ступеня.
У лютому 1880 затверджений керуючим і головуючим у загальній присутності в Центральному управлінні Південно-Західних залізниць. На цій посаді він працював до 1895 року, коли Південно-Західні залізниці перейшли у державну власність.
Помер Д. І. Андріївський у 1900 році, обіймаючи посаду члена інженерної ради Міністерства шляхів сполучення.